# Jalkapallon suomenmestaruuskilpailut 1911
La Jalkapallon suomenmestaruuskilpailut 1911 fu la quarta edizione del campionato finlandese di calcio. Fu giocato in un formato di coppa e vide la vittoria dell'HJK.

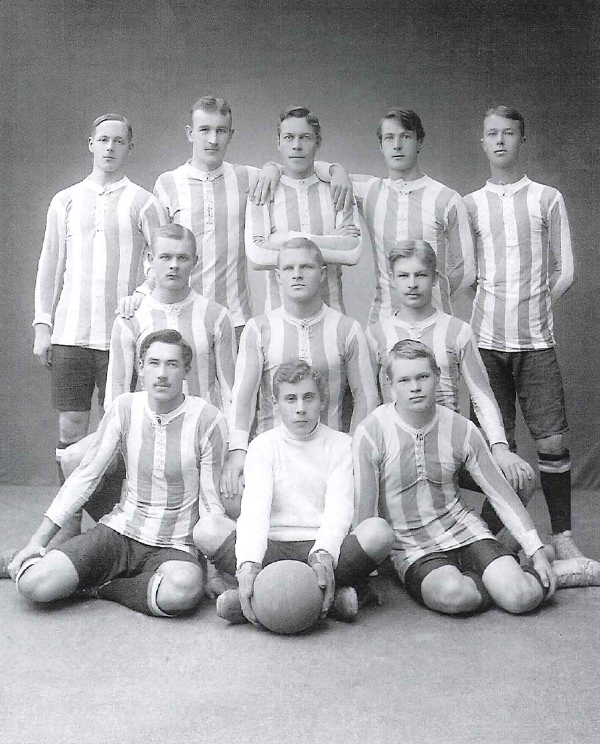
La squadra dell'HJK vincitrice del suo primo campionato.

## Squadre partecipanti
| Club             | Città    | Stagione 1910         |
| ---------------- | -------- | --------------------- |
| Åbo IFK          | Turku    | Campione di Finlandia |
| HIFK             | Helsinki | turno preliminare     |
| HJK              | Helsinki | semifinale            |
| IF Drott         | Helsinki | -                     |
| KIF              | Helsinki | quarti di finale      |
| Vasa IS          | Vaasa    | -                     |
| Viipurin Ponteva | Viipuri  | semifinale            |
| Viipurin Reipas  | Viipuri  | finale                |

## Quarti di finale
|                 | Risultati |                  | Luogo e data |
| --------------- | --------- | ---------------- | ------------ |
| Viipurin Reipas | 6-0       | Viipurin Ponteva |              |
| HIFK            | 4-1       | IF Drott         |              |
| HJK             | 1-1       | KIF              |              |
| HJK             | 4-0       | KIF              |              |
| Åbo IFK         | 6-0       | Vasa IS          |              |
|                 |           |                  |              |

## Semifinali
|         | Risultati |                 | Luogo e data |
| ------- | --------- | --------------- | ------------ |
| HJK     | 0-0       | HIFK            |              |
| HJK     | 0-0       | HIFK            |              |
| HJK     | 4-0       | HIFK            |              |
| Åbo IFK | [ 1 ]     | Viipurin Reipas |              |
|         |           |                 |              |

## Finale
|     | Risultati |         | Luogo e data |
| --- | --------- | ------- | ------------ |
| HJK | 7-1       | Åbo IFK |              |
|     |           |         |              |